# Liste der denkmalgeschützten Objekte in Linz-Waldegg

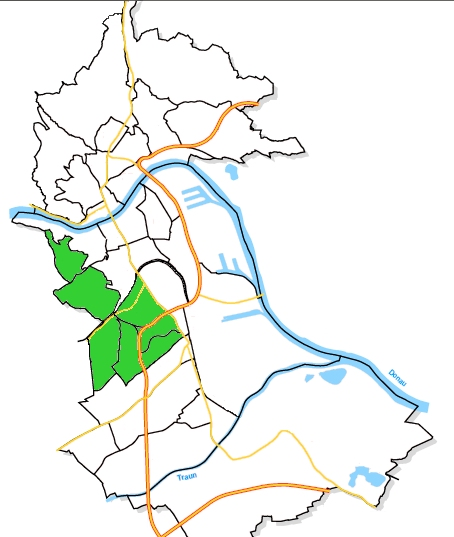
Die Katastralgemeinde Waldegg (grün) innerhalb der Stadt Linz

Die Liste der denkmalgeschützten Objekte in Linz-Waldegg enthält die 31 denkmalgeschützten, unbeweglichen Objekte der Linzer Katastralgemeinde Waldegg, die dem bis 2013 bestehenden gleichnamigen Stadtteil entspricht. Die Objekte liegen nunmehr in den Statistischen Bezirken Bindermichl-Keferfeld, Froschberg und Spallerhof sowie im westlichen Teil des Bezirks Bulgariplatz (Andreas-Hofer-Platz-Viertel).
Die Zahl hinter dem Vermerk „Linz“, ist die Inventarnummer der Linzer Denkmaldatenbank, der Eintrag kann durch das Daraufklicken erreicht werden. Sofern kein anderer Beleg angegeben ist, stammen die Informationen in den Beschreibungstexten von dort.

## Denkmäler
| Foto |                 | Denkmal | Standort                                              | Beschreibung | Metadaten |
| ---- | --------------- | --- | ----------------------------------------------------- | --- | --- |
| ja   | Datei hochladen | Kath. Pfarrkirche hl. Michael, sog. Bindermichlkirche HERIS-ID: 52331 Objekt-ID: 58941 Linz: 561             | Am Bindermichl 26 Standort KG: Waldegg                | Die Kirche wurde ab 1954 nach Plänen von Friedrich Reischl erbaut und 1957 eingeweiht. Sie ersetzte eine an gleicher Stelle 1945 errichtete Barackenkirche. Sie ist ein monumentaler Bau der Moderne in Stahlbeton mit zartgliedriger Glas-Stahl-Konstruktion. Anmerkung: im Statistischen Bezirk Bindermichl-Keferfeld | BDA-Hist.: Q24082629 Status: § 2a Stand der BDA-Liste: 2025-06-30 Name: Kath. Pfarrkirche hl. Michael, sog. Bindermichlkirche GstNr.: 428/125, 428/141 Sankt Michael (Bindermichl)      |
| ja   | Datei hochladen | Luftschutzbunker HERIS-ID: 109909 Objekt-ID: 127553                                                          | gegenüber Andreas-Hofer-Platz 12 Standort KG: Waldegg | Der Luftschutzbunker wurde 1940, während des Zweiten Weltkriegs, gebaut. Er liegt inmitten des Andreas-Hofer-Platzes. Anmerkung: im Statistischen Bezirk Bulgariplatz | BDA-Hist.: Q37815983 Status: § 2a Stand der BDA-Liste: 2025-06-30 Name: Luftschutzbunker GstNr.: 1100/2 Luftschutzbunker, Andreas-Hofer-Platz                                           |
| ja   | Datei hochladen | Villa Liebherr HERIS-ID: 80791 Objekt-ID: 94539 Linz: 2308seit 2012                                          | Auf der Gugl 7 Standort KG: Waldegg                   | Die Oberösterreichische Baugesellschaft errichtete von 1906 bis 1907 die dreigeschoßige Villa nach Plänen des Architekten Mauriz Balzarek. Der Bau ist unsymmetrisch gegliedert und hat ein steiles, spitzes Dach. Obwohl das Haus wurde im Zweiten Weltkrieg beschädigt wurde, hat es noch einige beachtenswerte Elemente der ursprünglichen Jugendstilfassade. Anmerkung: Im Statistischen Bezirk Froschberg | BDA-Hist.: Q38174594 Status: Bescheid Stand der BDA-Liste: 2025-06-30 Name: Villa Liebherr GstNr.: 806/5                                                                                |
| ja   | Datei hochladen | Schlosser-Villa HERIS-ID: 38251 Objekt-ID: 37767 Linz: 2319                                                  | Auf der Gugl 48 Standort KG: Waldegg                  | Die Oberösterreichische Baugesellschaft erbaute das Herrenhaus nach Plänen des Architekten Karl Lehrmann. Bauherr war die Elektrizitäts- und Straßenbahngesellschaft Linz, die das Gebäude als Herrenhaus und teilweise als Direktionsgebäude nutzte. Mitte der 1950er-Jahre einige bauliche Änderungen durch Architekt Karl Rebhahn. Die repräsentative, zweigeschoßige Villa ist in einem Mischstil aus Expressionismus und Neuer Sachlichkeit gehalten. Anmerkung: Im Statistischen Bezirk Froschberg | BDA-Hist.: Q37980251 Status: Bescheid Stand der BDA-Liste: 2025-06-30 Name: Schlosser-Villa GstNr.: 812/6                                                                               |
| ja   | Datei hochladen | Thurnermeisterhof HERIS-ID: 78530 Objekt-ID: 92192 Linz: 2321                                                | Bancalariweg 41, 43 Standort KG: Waldegg              | Die Datierung des damals als Füllensackgut bezeichneten Hofs geht auf das Jahr 1422 zurück. Ab 1625 war der Hof im Besitz der Jesuiten, ab 1957 im Besitz der Stadt Linz. Umbauten erfolgten in den Jahren 1895 und 1961. Zweigeschoßiger Vierseithof mit rechteckigem Grundriss und einem ebenfalls zweigeschoßigen Nebengebäude mit L-förmigem Grundriss, das als Wohn- und Wirtschaftsgebäude genutzt wird. Anmerkung: Im Statistischen Bezirk Froschberg | BDA-Hist.: Q38152323 Status: § 2a Stand der BDA-Liste: 2025-06-30 Name: Thurnermeisterhof GstNr.: 863                                                                                   |
| ja   | Datei hochladen | Bauernberganlage HERIS-ID: 80789 Objekt-ID: 94537 Linz: 2610                                                 | Bernardisstraße Standort KG: Waldegg                  | 1911 bis 1915 geschaffene, ausgedehnte öffentliche Parkanlage in der mehrere von Ludwig Hatschek gespendete Kunstwerke aufgestellt sind (Berggeist, Aphroditetempel, Neptunbrunnen). Die Ausgestaltung der Anlage erfolgte durch den Linzer Stadtgartendirektor Karl Schweiger. Am höchsten Punkt des Parks befindet sich das sogenannte Gugl-Rondeau, eine Aussichtsterrasse samt Brunnenanlage. Unter Denkmalschutz stehen Aussichtsrampen und Umfriedung. Die Bauernberganlagen erstrecken sich über die Katastralgemeinden Linz-Innenstadt und zum kleineren Teil Waldegg. Anmerkung: Im Statistischen Bezirk Froschberg | BDA-Hist.: Q64512500 Status: Bescheid Stand der BDA-Liste: 2025-06-30 Name: Bauernberganlage GstNr.: 809, 811/14, 1068/1 Bauernberg (Linz)                                              |
| ja   | Datei hochladen | Kindergarten HERIS-ID: 78531 Objekt-ID: 92193 Linz: 2043                                                     | Breitwiesergutstraße 7 Standort KG: Waldegg           | 1887 als Wohnhaus erbaut vom Baumeister Michael Lettmayr. 1893 wurde das Gebäude zu einer Kammfabrik mit Architekt Wilhelm Bauer und Architekt Wilhelm Fabigan umgebaut. Später aufgestockt und als Kindergarten der Stadt Linz adaptiert. Frei stehender, späthistoristischer Bau, der mit Ausnahme der erneuerten Fenster im Originalzustand erhalten ist. Anmerkung: im Statistischen Bezirk Bulgariplatz | BDA-Hist.: Q38152334 Status: § 2a Stand der BDA-Liste: 2025-06-30 Name: Kindergarten GstNr.: 269/8, 270/1, 270/2, 270/3                                                                 |
| ja   | Datei hochladen | Volks- und Hauptschule HERIS-ID: 81169 Objekt-ID: 94932 Linz: 2047                                           | Brucknerstraße 4, 6, 8 Standort KG: Waldegg           | 1896 wurde das kleine zweigeschoßige Haus von den Schulschwestern als Kinderasyl erbaut und 1899 zu einer Mädchenschule erweitert. 1927–1929 wurde durch Hans Steineder ein weiterer Zubau errichtet (Brucknerstraße 8). Nach schweren Kriegsschäden Wiederaufbau 1948, wobei der Trakt Brucknerstraße 8 dem ursprünglichen Zubau Steineders angeglichen wurde. 1966 wurde der Zubau an der Pillweinstraße 11 errichtet, 1985 die Fassade am Altbau erneuert. Der von Hans Steineder erbaute Trakt, im Stil der Neuen Sachlichkeit mit expressiven Elementen, gilt als einer der bedeutendsten Schulbauten der Zwischenkriegszeit. Anmerkung: im Statistischen Bezirk Bulgariplatz | BDA-Hist.: Q38175312 Status: § 2a Stand der BDA-Liste: 2025-06-30 Name: Volks- und Hauptschule GstNr.: 32/3                                                                             |
| ja   | Datei hochladen | Befestigungsanlage Freinberg HERIS-ID: 46842 Objekt-ID: 49112                                                | Freinberg Standort KG: Waldegg                        | Auf dem Freinberg wurde 1900 eine stätbronzezeitliche Wallanlage und ein Depot gefunden. Die in den 1990ern archäologisch untersuchte Wallanlage hatte hölzerne Aufbauten, die mehrmals abbrannten. Um 100 v.u.Z. wurde die zwischenzeitlich aufgegebene Befestigung nochmals instand gesetzt. Anmerkung: Das Objekt befindet sich in den Katastralgemeinden Linz und Waldegg. Im Statistischen Bezirk Froschberg | BDA-Hist.: Q38024131 Status: Bescheid Stand der BDA-Liste: 2025-06-30 Name: Befestigungsanlage Freinberg GstNr.: 993/4, 1000/1                                                          |
| ja   | Datei hochladen | Jesuitenkollegium Aloisianum HERIS-ID: 52324 Objekt-ID: 58933 Linz: 2649                                     | Freinbergstraße 32 Standort KG: Waldegg               | Maximilian Joseph von Österreich-Este ließ das Gebäude des Kollegiums Aloisianum in den Jahren 1851 bis 1853 errichten. Der durch mehrere Vorsprünge gegliederte Bau hat 19 Achsen und drei Geschoße. Die Fenster des Erdgeschoßes sind rechteckig, im mittleren Geschoßes finden sich Rundbogenfenster und die Fenster des Obergeschoßes haben Spitzbögen. Anmerkung: Im Statistischen Bezirk Froschberg | BDA-Hist.: Q121292058 Status: § 2a Stand der BDA-Liste: 2025-06-30 Name: Jesuitenkollegium Aloisianum GstNr.: 885 Kollegium Aloisianum, Linz                                            |
| ja   | Datei hochladen | Schule, Nebengebäude HERIS-ID: 104216 Objekt-ID: 120863                                                      | Freinbergstraße 32 Standort KG: Waldegg               | Am neueren Teil des Aloisianums befindet sich ein Mosaik, das einen Heiligen des Jesuitenordens darstellt. Anmerkung: Im Statistischen Bezirk Froschberg | BDA-Hist.: Q37799020 Status: § 2a Stand der BDA-Liste: 2025-06-30 Name: Schule, Nebengebäude GstNr.: 888 Kollegium Aloisianum, Linz                                                     |
| ja   | Datei hochladen | Jesuitenkloster HERIS-ID: 80036 Objekt-ID: 93746 Linz: 2648                                                  | Freinbergstraße 34 Standort KG: Waldegg               | Der Turm wurde 1828 durch Erzherzog Maximilian d’Este errichtet. Er diente als Probeturm für die Turmbefestigung Linz, wurde aber nicht in die Befestigungslinie einbezogen, da diese in größerer Entfernung um die Stadt gebaut wurde. 1837 schenkte der Erzherzog den Turm den Jesuiten. Runder fünfgeschoßiger Turm aus unverputztem Bruchsteinmauerwerk, die dekorativen Teile aus Sichtziegelmauerwerk. Die beiden oberen Geschoße wurden erst später für das Kloster aufgesetzt. Den oberen Abschluss bildet ein Spitzbogenfries mit einer Zinnenbekrönung. Anmerkung: Im Statistischen Bezirk Froschberg | BDA-Hist.: Q38172520 Status: § 2a Stand der BDA-Liste: 2025-06-30 Name: Jesuitenkloster GstNr.: 886 Probeturm, Turmbefestigung Linz                                                     |
| ja   | Datei hochladen | Ordenskirche hl. Maximilian, Freibergkirche HERIS-ID: 52322 Objekt-ID: 58931 Linz: 584                       | Freinbergstraße 34 Standort KG: Waldegg               | Neben dem Probeturm der Turmbefestigung errichtete man 1829 diese einschiffige Kirche samt Turm aus Bruchsteinmauerwerk. Die Gesimse und Giebel tragen Spitzbogenfriese. An den Ecken des Baues stehen schmale, zehnseitige Türme. Der Kirchturm ist ein Dachreiter, der so wie die Ecktürme, die Portale und Friese aus unverputzten Rohziegeln besteht. Der Seiteneingang wird von einer Staue der Maria Immaculata bekrönt. Anmerkung: Im Statistischen Bezirk Froschberg | BDA-Hist.: Q38050682 Status: § 2a Stand der BDA-Liste: 2025-06-30 Name: Ordenskirche hl. Maximilian, Freibergkirche GstNr.: 887 Maximilian-Kirche (Linz)                                |
| ja   | Datei hochladen | Reiß-Villa, ehem. Binderdudl HERIS-ID: 43632 Objekt-ID: 44274 Linz: 1036                                     | Fritz-Lach-Weg 5 Standort KG: Waldegg                 | Das ehemalige Binderdudl war bis 1841 ein Landgasthaus und ein bekannter Ausflugsort des Vormärz. Danach Wohnhaus. Umbau zu einer Villa 1843 mit Baumeister Johann Metz. Anmerkung: Im Statistischen Bezirk Froschberg | BDA-Hist.: Q38004438 Status: Bescheid Stand der BDA-Liste: 2025-06-30 Name: Reiß-Villa, ehem. Binderdudl GstNr.: 919, 920                                                               |
| ja   | Datei hochladen | Seniorenzentrum Spallerhof HERIS-ID: 52332 Objekt-ID: 58942 Linz: 2261                                       | Glimpfingerstraße 10, 12 Standort KG: Waldegg         | Die Oberösterreichische Baugesellschaft erbaute von 92 bis 1895 nach Plänen des Architekten Hermann Krackowizer und Baumeister Ignaz Scheck das ehemalige Versorgungshaus in erhöhter Lage in einem Park. Ein freistehender Zusatztrakt wurde von 1911 bis 1912 vom Stadtbauamt errichtet. Ab 1960 erfolgten weitere Neubauten. Die Kapelle wurde von 1982 bis 1984 restauriert. Anmerkung: Im Statistischen Bezirk Spallerhof | BDA-Hist.: Q38050711 Status: § 2a Stand der BDA-Liste: 2025-06-30 Name: Seniorenzentrum Spallerhof GstNr.: 338/1                                                                        |
| ja   | Datei hochladen | Pfarrzentrum St. Konrad, Pfarrkirche hl. Konrad HERIS-ID: 80353 Objekt-ID: 94086 Linz: 603                   | Händelstraße 28 Standort KG: Waldegg                  | Die Pfarrkirche ist dem Konrad von Parzham (1818–1894) geweiht. Sie hat einen quadratischen Grundriss mit zwei abgeschrägten Ecken. In der südöstlichen Abschrägung befindet sich der Eingang, an der nordwestlichen Abschrägung ist ein rechteckiger Turm angebaut. Das Dach fällt in einer steilen Kurve, nur durch einen Lichtschlitz unterbrochen, zur vorderen Gebäudekante ab. Sie wurde von den Architekten Gottfried Nobl und Othmar Kainz geplant und 1961 fertiggestellt. Das Altarbild stammt von Franz Nagel, die bronzenen Kirchenportale und die Statue des Kirchenheiligen stammen von Peter Dimmel. Rudolf Kolbitsch gestaltete das Altarbild der Wochentagskapelle sowie das Glasfenster Golgotha über dem Haupteingang. Die 2005 aus Glas gestalteten Objekte Altar, Ambo und das Taufbecken stammen von Maria Moser ebenso wie ein Glasfenster an der Südecke zum Thema Auferstehung. In der Kirche befindet sich auch noch eine Madonna mit Kind, die Thomas Schwanthaler zugeschrieben wird. Anmerkung: Im Statistischen Bezirk Froschberg | BDA-Hist.: Q24059665 Status: § 2a Stand der BDA-Liste: 2025-06-30 Name: Pfarrzentrum St. Konrad, Pfarrkirche hl. Konrad GstNr.: 789/145 St. Konrad (Linz-Froschberg)                    |
| ja   | Datei hochladen | Nischen-/Kapellenbildstock HERIS-ID: 110120 Objekt-ID: 127775 Linz: 2764                                     | bei Kürnbergerweg 10 Standort KG: Waldegg             | Das gemauerte Marterl mit Schmiedeeisengitter stammt aus der Zeit um 1850. Anmerkung: Im Statistischen Bezirk Froschberg | BDA-Hist.: Q37817272 Status: § 2a Stand der BDA-Liste: 2025-06-30 Name: Nischen-/Kapellenbildstock GstNr.: 1041 Nischenkapelle Freinberg                                                |
| ja   | Datei hochladen | Kath. Pfarrzentrum hl. Theresia HERIS-ID: 52328 Objekt-ID: 58938 Linz: 631                                   | Losensteinerstraße 6 Standort KG: Waldegg             | Rudolf Schwarz entwarf die im Grundriss elliptische Saalkirche. Neben der Kirche, durch einen Querbau verbunden, befindet sich die mit Granit verkleidete Werktagskapelle. Anmerkung: im Statistischen Bezirk Bindermichl-Keferfeld | BDA-Hist.: Q2323346 Status: § 2a Stand der BDA-Liste: 2025-06-30 Name: Kath. Pfarrzentrum hl. Theresia GstNr.: 1360/2 Sankt Theresia (Keferfeld)                                        |
| ja   | Datei hochladen | Kapellentrakt des Seniorenheims der Franziskusschwestern mit Kunst am Bau HERIS-ID: 110627 Objekt-ID: 128341 | Losensteinerstraße 8 Standort KG: Waldegg             | Anmerkung: im Statistischen Bezirk Bindermichl-Keferfeld | BDA-Hist.: Q37819888 Status: § 2a Stand der BDA-Liste: 2025-06-30 Name: Kapellentrakt des Seniorenheims der Franziskusschwestern mit Kunst am Bau GstNr.: 1360/637                      |
| ja   | Datei hochladen | Hummelhofbad, Kabinenpavillons HERIS-ID: 97937 Objekt-ID: 113805seit 2015                                    | Maderspergerstraße 2 Standort KG: Waldegg             | Anmerkung: im Statistischen Bezirk Bindermichl-Keferfeld | BDA-Hist.: Q37770885 Status: Bescheid Stand der BDA-Liste: 2025-06-30 Name: Hummelhofbad, Kabinenpavillons GstNr.: 449/11 Kabinenpavillons Hummelhofbad                                 |
| ja   | Datei hochladen | Ehem. Pfleger-Wohnhaus der Landesirrenanstalt HERIS-ID: 109389 Objekt-ID: 127011 Linz: 2176                  | Niedernharter Straße 4, 6 Standort KG: Waldegg        | Das Wohngebäude für das Pflegepersonal der nahegelegenen Landes-Heil- und Pflegeanstalt Niedernhart wurde 1928 von Wilhelm Fabigan und Karl Feichtinger erbaut. An einen viergeschoßigen Mitteltrakt schließen zwei dreigeschoßige Seitentrakte an, den Übergang bilden Stiegenhäuser mit Biforienfenster. Anmerkung: im Statistischen Bezirk Bulgariplatz | BDA-Hist.: Q37814722 Status: § 2a Stand der BDA-Liste: 2025-06-30 Name: Ehem. Pfleger-Wohnhaus der Landesirrenanstalt GstNr.: 258/2 Niedernharter Straße 4-6 (Linz)                     |
| ja   | Datei hochladen | Dr. Ernst-Koref-Schule HERIS-ID: 78605 Objekt-ID: 92269                                                      | Ramsauerstraße 61 Standort KG: Waldegg                | Die nach dem Bürgermeister Ernst Koref benannte Volks- und Hauptschule wurde nach den Plänen der Architekten Fritz Fanta und Wilhelm Teichtmeister errichtet und 1961 eröffnet. Tierreliefs von Walter Ritter. Ein Keramikbrunnen von Gudrun Baudisch-Wittke. Eine Büste von Ernst Koref von Franz Strahammer auf einem Sockel von Helmuth Gsöllpointner. Eine Tonmosaikwand von Rudolf Kolbitsch. Ein Zitat aus der Ode an die Buchstaben von Josef Weinheber, gestaltet von Friedrich Neugebauer. Anmerkung: im Statistischen Bezirk Bindermichl-Keferfeld | BDA-Hist.: Q15806521 Status: § 2a Stand der BDA-Liste: 2025-06-30 Name: Dr. Ernst-Koref-Schule GstNr.: 1374/2, 1374/83, 1374/84, 1374/85, 1374/86, 1374/98 Dr.-Ernst-Koref-Schule, Linz |
| ja   | Datei hochladen | Freinberg, Fliegerdenkmal HERIS-ID: 110296 Objekt-ID: 127986 Linz: 2352                                      | bei Römerstraße 83 Standort KG: Waldegg               | Zur Erinnerung an die Ballonfahrten von Erzherzog Ferdinand stand an dieser Stelle ein, 1913 errichtetes, Fliegerdenkmal in Form einer Ikarus-Plastik. Die Plastik fiel der Metallsammlung zum Opfer und das Denkmal wurde im Zweiten Weltkrieg durch Bomben zerstört. An dessen Stelle befindet sich seit 1953/1954 eine 1929 geschaffene Bronzeplastik des Bildhauers Wilhelm Frass (1886–1968) auf einer Marmorsäule, die eine männliche Figur mit erhobenen Armen zeigt. Anmerkung: Im Statistischen Bezirk Froschberg | BDA-Hist.: Q37818027 Status: § 2a Stand der BDA-Liste: 2025-06-30 Name: Freinberg, Fliegerdenkmal GstNr.: 993/4 Fliegerdenkmal Linz                                                     |
| ja   | Datei hochladen | Jägermayrhof, Arbeiterkammer HERIS-ID: 91338 Objekt-ID: 106095 Linz: 925                                     | Römerstraße 98 Standort KG: Waldegg                   | Der Jägermayrhof war anfangs ein Forsthaus, dann ein Gasthaus, nach 1945 ein Haus für Flüchtlinge. Heute dient das Haus als Bildungszentrum der Arbeiterkammer. Anmerkung: Im Statistischen Bezirk Froschberg | BDA-Hist.: Q1714883 Status: § 2a Stand der BDA-Liste: 2025-06-30 Name: Jägermayerhof, Arbeiterkammer GstNr.: 990 Jägermayrhof                                                           |
| ja   | Datei hochladen | Pädagogische Akademie der Diözese Linz HERIS-ID: 83700 Objekt-ID: 97741 Linz: 2573                           | Salesianumweg 3 Standort KG: Waldegg                  | Das niedrige terrassenförmige Hochschulgebäude und einem unregelmäßigen Grundriss mit auffallenden Sheddächern und Oberlichten und einer monumentalen Freitreppen wurde von 1970 bis 1975 nach den Plänen der Architekten Franz Riepl und Othmar Sackmauer errichtet. Die Malerei im inneren Kapellendach ist von Giselbert Hoke. Das Vortragekreuz von Jakob Kopp. Die Wandmalerei im Foyer malte 1985 Alois Riedl. Anmerkung: Im Statistischen Bezirk Froschberg | BDA-Hist.: Q2111095 Status: § 2a Stand der BDA-Liste: 2025-06-30 Name: Pädagogische Akademie der Diözese Linz GstNr.: 898/2                                                             |
| ja   | Datei hochladen | Studentenheim Salesianum HERIS-ID: 83702 Objekt-ID: 97743 Linz: 2574                                         | Salesianumweg 5a Standort KG: Waldegg                 | Das Studentenheim Salesianum, 1900 erbaut, ist ein viergeschoßiger Bau. Späthistoristisch mit Neorenaissanceformen und einem flachen Mittelrisalit. Dahinter ein viergeschoßiger Bau aus den 1970er Jahren mit dynamisch geführten vertikalen Fensterbahnen. Im Foyer in rechteckigen wabenartigen Zellen Buntglasfenster. Anmerkung: Im Statistischen Bezirk Froschberg | BDA-Hist.: Q38181163 Status: § 2a Stand der BDA-Liste: 2025-06-30 Name: Studentenheim Salesianum GstNr.: 898/2 Studentenheim Salesianum (Linz)                                          |
| ja   | Datei hochladen | Keferfeldschule HERIS-ID: 78614 Objekt-ID: 92278 Linz: 2269                                                  | Seeauerweg 1 Standort KG: Waldegg                     | Die Schule wurde 1912 erbaut. Sie gilt als Hauptwerk des Linzer Baumeisters Josef Ertl. sie ist ein zweigeschoßiger, gestreckter neoklassizistischer Bau mit zurückgesetzten Anbauten. An der östlichen Schmalseite befindet sich ein überhöhter Erker, außerdem ist der Stiegenhausturm mit einer geschwungenen Blechhaube gedeckt. Anmerkung: Im Statistischen Bezirk Bindermichl-Keferfeld | BDA-Hist.: Q38152498 Status: § 2a Stand der BDA-Liste: 2025-06-30 Name: Keferfeldschule GstNr.: 1343 Keferfeldschule                                                                    |
| ja   | Datei hochladen | Spallerhofschule HERIS-ID: 78616 Objekt-ID: 92280 Linz: 2270                                                 | Tungassingerstraße 23 Standort KG: Waldegg            | Die unregelmäßige mit dreigeschoßigem Haupttrakt und niedrigeren Nebentrakten wurde 1941 von Herbert Rimpl errichtet und steht im Zusammenhang mit der Spallerhofsiedlung (einer der NS-Siedlungen in Linz). Anmerkung: Im Statistischen Bezirk Spallerhof | BDA-Hist.: Q38152517 Status: § 2a Stand der BDA-Liste: 2025-06-30 Name: Spallerhofschule GstNr.: 1511/4, 1620                                                                           |
| ja   | Datei hochladen | Altbau des Neuromed Campus (ehemals Wagner-Jauregg-Krankenhaus) HERIS-ID: 87760 Objekt-ID: 102191 Linz: 2211 | Wagner-Jauregg-Weg 15 Standort KG: Waldegg            | Das Gebäude wurde 1864 bis 1867 mit dem Baumeister Johann Metz und Franz Weinberger erbaut und am 22. September 1867 als Landesirrenanstalt Niedernhart eröffnet (heute Neuromed Campus, zwischenzeitlich Wagner-Jauregg-Landeskrankenhaus). Eine Teilaufstockung erfolgte durch Matthäus Schlager 1927. Als bemerkenswert gilt unter anderem die sparsam-elegante Gestaltung der Fassade im Übergang vom frühen zum strengen Historismus. Anmerkung: im Statistischen Bezirk Bulgariplatz | BDA-Hist.: Q121325487 Status: § 2a Stand der BDA-Liste: 2025-06-30 Name: Wagner-Jauregg-Krankenhaus des Landes OÖ GstNr.: 285/1 Neuromed Campus - Altbau                                |
| ja   | Datei hochladen | Otto-Glöckel-Schule HERIS-ID: 78618 Objekt-ID: 92282 Linz: 2070                                              | Wiener Straße 42 Standort KG: Waldegg                 | Der ursprünglich 1902 von Gustav Steinberger errichtete und 1911 nach den Plänen von Julius Schulte erweiterte Bau wurde am 16. Oktober 1944 durch Bombentreffer schwer beschädigt und nach dem Krieg fast gänzlich abgetragen. Das heutige Gebäude wurde in vier Etappen (1947, 1951, 1954 und 1968) nach den Plänen des Entwurfsamts des Stadtbauamtes Linz errichtet. Anmerkung: im Statistischen Bezirk Bulgariplatz | BDA-Hist.: Q14544520 Status: § 2a Stand der BDA-Liste: 2025-06-30 Name: Otto-Glöckel-Schule GstNr.: 1 Otto-Glöckel-Schule Linz                                                          |
| ja   | Datei hochladen | Froschberg-Volksschule und Hort HERIS-ID: 78620 Objekt-ID: 92284                                             | Ziegeleistraße 29 Standort KG: Waldegg                | Die Froschbergschule wurde am 11. September 1950 eröffnet. Das zweigeschoßige Gebäude hat einen langgestreckten hakenförmigen Grundriss. Über dem Eingang befindet sich ein Wandbild mit Pegasos und drei Figuren mit Schulgegenständen sowie eine Uhr mit römischen Ziffern. Anmerkung: Im Statistischen Bezirk Froschberg | BDA-Hist.: Q38152531 Status: § 2a Stand der BDA-Liste: 2025-06-30 Name: Froschberg-Volksschule und Hort GstNr.: 794/26 Froschbergschule                                                 |